# Монтелапьяно
Монтелапьяно (итал. Montelapiano) — коммуна в Италии, располагается в регионе Абруццо, в провинции Кьети.
Население составляет 88 человек (2008 г.), плотность населения составляет 12 чел./км². Занимает площадь 8 км². Почтовый индекс — 66040. Телефонный код — 0872.
Покровителем коммуны почитается святой Вонифатий, празднование 18 августа.

## Демография
Динамика населения:

## Администрация коммуны
- Официальный сайт: http://www.comune.montelapiano.ch.it/